# (2281) Biela
(2281) Biela es un asteroide perteneciente al cinturón de asteroides, descubierto el 26 de octubre de 1971 por Luboš Kohoutek desde el Observatorio de Hamburgo-Bergedorf, Hamburgo, Alemania.

## Designación y nombre
Designado provisionalmente como 1971 UQ1, fue nombrado Biela en honor al astrónomo aficionado Wilhelm von Biela.